# Prost Neujahr, Charlie Brown!
Prost Neujahr, Charlie Brown! ist ein Peanuts-Zeichentrickfilm. Er basiert auf den Comics des Zeichners Charles M. Schulz und wurde erstmals am Neujahrstag 1986 auf CBS Network ausgestrahlt.

## Handlung
Am letzten Schultag vor den Weihnachtsferien erhalten Charlie Brown und seine Freunde als Hausaufgabe, Krieg und Frieden von Leo Tolstoi zu lesen und einen Aufsatz darüber zu schreiben. Pflichtschuldig beginnt Charlie mit der Lektüre des Klappentextes des „unmöglich dicken Wälzers“, erbost über die „1136 Seiten“, und mutmaßt, „der Schinken“ würde mehr wiegen als er selbst. Sein Freund Linus belehrt ihn daraufhin, dass Tolstois Frau Sonja das Buch siebenmal für ihren Mann kopiert habe, indem sie es bei Kerzenlicht mit einer einfachen Tuschefeder abschrieb, und er, Charlie Brown, es wohl nur ein einziges Mal lesen müsse. Ihr Gespräch wird durch den Anruf von Peppermint Patty unterbrochen, die zur Silvesterparty mit Tanz und Musik einlädt. Charlie Brown ist wenig begeistert, weil er noch das ganze Buch lesen muss und zudem nicht tanzen kann. Seine Freunde hingegen scheinen keine Probleme mit dem Schulstoff zu haben, schmieden Pläne für die kommende Party und lernen tanzen.
Schließlich versucht er, sich die Arbeit zu vereinfachen, aber weder gibt es einen Comic zum Buch, noch ist die Handlung auf Tonträger erhältlich, als Film oder als Computerspiel. Unlustig kehrt er zur Lektüre zurück, liest die Anfangssätze: Nun, sehen Sie wohl, Fürst: Genua und Lucca sind weiter nichts mehr als Apanagen der Familie Bonaparte. Nein, das erkläre ich Ihnen auf das bestimmteste: wenn Sie mir nicht sagen, dass der Krieg eine Notwendigkeit ist, wenn Sie sich noch länger erlauben, all die Schändlichkeiten und Gewalttaten … und bricht sein Tun seufzend ab. Im Gefühl, eine Pause verdient zu haben, macht er sich auf den Weg, um zu schauen, was seine Freunde machen, zieht das Buch aber mühevoll auf einem Handwagen hinter sich her. In der Tanzschule versucht er zu lesen, wird von Peppermint Patty aber zum Foxtrotttanzen überredet.
Zurück zu Hause in seinem blauen Sessel liest er weiter … und sprach jenes auserlesene Französisch, welches unsere Großväter nicht nur redeten, sondern in dem sie auch dachten, und zwar mit dem ruhigen, gönnerhaften Ton, der einem hochgestellten, im Verkehr mit der besten Gesellschaft und in der Hofluft altgewordenen Mann eigen ist. Er trat zu Anna Pawlowna heran, küsste ihre Hand …, wird aber von seinen Freunden unterbrochen.
Während Lucy vergeblich Schroeder auffordert, sie offiziell zur Party einzuladen, und Charlies jüngere Schwester Sally Linus nicht bewegen kann, sie einzuladen, liest Charlie: Fürst Wasili sprach immer in trägem, lässigem Ton, etwa wie ein Schauspieler eine schon oft von ihm gespielte Rolle spricht. Dagegen sprühte Anna Pawlowna Scherer trotz ihrer vierzig Jahre von Lebhaftigkeit …. Unterbrochen wird er durch den Anruf von Peppermint Patty, die ihn bittet, sie einzuladen. Er verneint, weil er erst auf Seite fünf des Buches sei, kommt dabei aber auf die Idee, das kleine rothaarige Mädchen einzuladen, in das er seit längerem unglücklich verliebt ist. Er macht sich mit Linus auf den Weg, seine handschriftliche Einladung in den Briefschlitz ihres Hauses einzuwerfen, geplagt von der Angst, mit der Hand beim Einwerfen steckenzubleiben, was in Folge auch passiert. Sorgenvoll geht er am Vorabend der Party zu Bett, sicher, dass sie auf seinen Brief nicht reagieren wird.
Als am nächsten Abend alle seine Freunde schon feiern, trifft Charlie Brown verspätet doch noch ein, allerdings schleppt er das Buch mit sich, um dort weiterzulesen. Zunächst aber spielt er mit allen Reise nach Jerusalem, bevor er sich zum Lesen auf der Veranda auf eine Bank setzt. Auf Peppermint Pattys Frage nach seinen Vorsätzen antwortet er: „Du weißt doch, wie ich mich immer vor dem ganzen Jahr gefürchtet hab. Ich hab mir fest vorgenommen, mich nur noch vor jedem einzelnen Tag zu fürchten“. Nachdem sie wieder ins Haus gegangen ist, liest Charlie Brown: Der Fürst machte ein Gesicht, als ob ihm die Sache gleichgültig sei, und schwieg. Anna Pawlowna hatte mit der ihr eigenen höfischen und weiblichen Gewandtheit und schnellen Erkenntnis dessen, was taktgemäß war, dem Fürsten etwas dafür auswischen wollen, dass er sich erdreistet hatte, über eine von der Kaiserinmutter protegierte Persönlichkeit so abfällig zu urteilen; nun aber wollte sie ihn doch auch wieder trösten …. Darüber schläft er ein, während drinnen alle weiterfeiern. Auch Heather, das kleine rothaarige Mädchen, trifft noch ein, wird freundlich von Linus begrüßt und, da dieser nicht weiß, wo Charlie Brown ist, zum Tanzen aufgefordert. Als Charlie Brown nach Mitternacht aufwacht, wird er von Peppermint Patty beschimpft, weil er nicht da war, ebenso von seiner Schwester Sally, die nicht mit ihrem Schwarm Linus tanzen konnte, der bereits mit der von Charlie eingeladenen Heather getanzt hatte. Völlig verzweifelt realisiert er, dass er den Besuch von Heather verpasst hat.
Am ersten Schultag im neuen Jahr gehen Linus und der übermüdete Charlie Brown, der bis halb vier nachts endlich den Roman zu Ende gelesen hat, zur Schule. Als sie in der Schule ihre Aufsätze zurückbekommen, antwortet er auf Linus’ Frage zu seiner Note, dass er keine bekommen habe, da die Lehrerin den Aufsatz für so schlecht halte, dass man ihn nicht benoten könne. Um das Thema zu wechseln, teilt Linus ihm die nächste Schularbeit mit: die Lektüre von Schuld und Sühne von Fjodor Dostojewski. Als Charlie Brown entnervt vom Stuhl zu Boden gleitet, wünscht Linus ihm ein glückliches neues Jahr.

## Besetzung und Synchronisation
Die erste Synchronfassung entstand 1988 bei der Beta-Technik Gesellschaft für Filmbearbeitung mbH, für die deutschen Dialoge, sowie die Dialogregie war Andrea Wagner verantwortlich. 2022 wurde der Film im Auftrag von Apple TV+ bei der FFS in München neu synchronisiert. Die neuen Dialoge schrieb Andrea Pichlmaier, die Regie übernahm Hubertus von Lerchenfeld, der in der ersten Synchronisation den Linus sprach.
| Rolle            | Originalsprecher                        | Synchronsprecher (1988)  | Synchronsprecher (2022) |
| ---------------- | --------------------------------------- | ------------------------ | ----------------------- |
| Charlie Brown    | Chad Allen Sean Collins (Gesang)        | Inga Nickolai            | Moritz Blaich           |
| Sally Brown      | Elizabeth Lyn Fraser                    | Anke Kortemeier          | Franziska Hartmann      |
| Linus van Pelt   | Jeremy Miller                           | Hubertus von Lerchenfeld | Vincent Kuplien         |
| Lucy van Pelt    | Melissa Guzzi Tiffany Billings (Gesang) | Alana Horrigan           | Laura Jenni             |
| Marcie           | Jason Mendelson                         | Sabine Bohlmann          | Valentina Roda          |
| Peppermint Patty | Kristie Baker                           | Alexandra Ludwig         | Charlotte Riedel        |
| Snoopy/Woodstock | Bill Meléndez                           | O-Ton                    | O-Ton                   |
| Schroeder        | Aron Mandelbaum                         | Dirk Meyer               | Benedikt Kienle         |

## Medien
Im deutschen Sprachraum wurde der Film zunächst im Verleih von TAURUS VIDEO auf VHS veröffentlicht. Auf der Sonderausgabe I Want a Dog for Christmas, Charlie Brown – Warner Home Video – DVD (2009) befindet sich Happy New Year, Charlie Brown! als Special Feature.
Ebenso befindet er sich als Special Feature in der Ausgabe Snoopy’s Holiday Collection (2013).

## Hintergrund
Der Film ist der 27. von über 40 Kurzfilmen mit den Peanuts, die zwischen 1965 und 1994 produziert wurden. Er wurde in Deutschland erstmals am 17. Juni 2000 auf Sat.1 ausgestrahlt.
Die Widmung im Vorspann an das Gedenken von Bernie Gruver ist Bernard Gruver zugedacht, Professor an der Fakultät für Filmwissenschaften (School of Cinematic Arts) der University of Southern California, einem der ersten Animatoren der Peanuts-Cartoons. Er starb 1985 an einer Lungenentzündung nach einer Leukämiebehandlung.
Die Stimme der Marcie wurde in der englischen Originalfassung von einem Jungen gesprochen, Lee Mendelsons Sohn Jason.